# Ливайн, Джонатан
Джо́натан Лива́йн (англ. Jonathan Levine, род. 18 июня 1976, Нью-Йорк, Нью-Йорк, США) — американский кинорежиссёр и сценарист.

## Биография
Родился 18 июня 1976 года в Нью-Йорке. После окончания Брауновского университета работал помощником у режиссёра Пола Шредера.
В 2004 году дебютировал в качестве режиссёра сняв короткометражный фильм. Затем в 2006 году пробует себя уже и в художественном кино сняв фильм «Все парни любят Мэнди Лэйн».

## Фильмография
| Год  |     | Русское название           | Оригинальное название            | Роль                                         |
| ---- | --- | -------------------------- | -------------------------------- | -------------------------------------------- |
| 2004 | кор |                            | Shards                           | режиссёр, сценарист                          |
| 2005 | кор |                            | Love Bytes                       | режиссёр, сценарист                          |
| 2006 | ф   | Все парни любят Мэнди Лэйн | All the Boys Love Mandy Lane     | режиссёр                                     |
| 2008 | ф   | Безумие                    | The Wackness                     | режиссёр, сценарист                          |
| 2009 | кор | Вес                        | The Weight                       | сценарист                                    |
| 2010 | с   | Как преуспеть в Америке    | How to Make It in America        | режиссёр                                     |
| 2011 | ф   | Жизнь прекрасна            | 50/50                            | режиссёр                                     |
| 2013 | ф   | Тепло наших тел            | Warm Bodies                      | режиссёр, сценарист                          |
| 2014 | с   | Раш                        | Rush                             | режиссёр, сценарист, исполнительный продюсер |
| 2015 | ф   | Рождество                  | The Night Before                 | режиссёр                                     |
| 2016 | ф   | Свадебный угар             | Mike and Dave Need Wedding Dates | продюсер                                     |
| 2017 | ф   | Дочь и мать её             | Snatched                         | режиссёр                                     |
| 2019 | ф   | Та ещё парочка             | Long Shot                        | режиссёр                                     |

## Награды и номинации
| Год  | Награда                                  | Категория                       | Работа          | Результат |
| ---- | ---------------------------------------- | ------------------------------- | --------------- | --------- |
| 2006 | Black Reel Awards                        | Лучший независимый фильм        | Shards          | Номинация |
| 2008 | Мельбурнский международный кинофестиваль | Популярный художественный фильм | Безумие         | Победа    |
| 2008 | Кинофестиваль «Сандэнс»                  | Приз зрительских симпатий       | Безумие         | Победа    |
| 2008 | Кинофестиваль «Сандэнс»                  | Приз жюри                       | Безумие         | Номинация |
| 2008 | Кинофестиваль в Цюрихе                   | Награда Золотой глаз            | Безумие         | Номинация |
| 2009 | Независимый дух                          | Лучший дебютный сценарий        | Безумие         | Номинация |
| 2011 | Кинофестиваль в Турине                   | Achille Valdata Award           | Жизнь прекрасна | Победа    |
| 2011 | Международный кинофестиваль в Стокгольме | Приз зрительских симпатий       | Жизнь прекрасна | Победа    |
| 2011 | Кинофестиваль в Аспене                   | Приз зрительских симпатий       | Жизнь прекрасна | Победа    |